# Samsung GX-1S
Samsung GX-1S — 6-мегапиксельный цифровой зеркальный фотоаппарат компании Samsung Electronics. Анонсирован 16 января 2006 года.
Камера является клоном Pentax *ist DS2 (совместная разработка c Pentax) с незначительными отличиями. GX-1S — первая цифрозеркальная камера выпущенная под маркой Samsung.

## Отличия от камеры-клонаPentax *ist DS2
- Маркировка.
- Кит-объектив Schneider — KREUZNACH D-XENON 1:3,5-5,6 18-55 мм AL. Хотя утверждается, что у Pentax объектив собственного производства, но фактически оба эти объектива идентичны за исключением нескольких деталей (к примеру, значения минимальных диафрагм объективов различны), не влияющих на качество[2].